# PGC 35039
LEDA/PGC 35039 ist eine Irreguläre Galaxie vom Hubble-Typ Im im Sternbild Großer Bär am Nordsternhimmel. Sie ist schätzungsweise 87 Millionen Lichtjahre von der Milchstraße entfernt.

Gemeinsam mit NGC 3648, NGC 3652, NGC 3658, NGC 3665, PGC 35080 und PGC 35124 bildet sie die NGC 3665-Galaxiengruppe.